# 穴吹智
穴吹 智（あなぶき さとる、1921年（大正10年）12月5日 - 2005年（平成17年）6月）は、日本の陸軍軍人、陸上自衛官。戦闘機操縦者、ヘリコプター操縦者。最終階級は陸軍では陸軍曹長、自衛隊では2等陸佐。香川県出身。
太平洋戦争（大東亜戦争）時、主に一式戦闘機「隼」を操り戦った陸軍のエース・パイロット。異名・あだ名は「白色電光戦闘穴吹」「運の穴吹」「ビルマの桃太郎」「豆タン黒」など。このうち「白色電光戦闘穴吹」は本人が好んで用いていた自称であり、飛行第50戦隊の部隊マーク「電光」、第3中隊の中隊色「白色」、飛行分科「戦闘」にちなんでいる。撃墜マークは「太丸に星」または「太丸に点」であり、愛機の垂直尾翼に自身が考案した機体愛称（「吹雪」号・「君風」号）とともに描いていた。
「飛行第50戦隊三羽烏」の一人であった。

## 経歴
1921年（大正10年）12月5日、香川県綾歌郡山田村（現・綾川町）大字山田上甲千四百七十三番地に、父・穴吹保太郎と母・ヤナの12番目の子、八男として生まれる。
1938年（昭和13年）、穴吹は少年飛行兵を目指し東京陸軍航空学校へ入校。1939年（昭和14年）4月には陸軍少年飛行兵第6期生として熊谷陸軍飛行学校に進み、更に1940年（昭和15年）10月に大刀洗陸軍飛行学校へ入校。1941年（昭和16年）3月に同校を卒業し、陸軍航空部隊の戦闘機操縦者として飛行第50戦隊第3中隊に配属され、同年10月に陸軍伍長に任官。太平洋戦争開戦時には九七式戦闘機乙を操り南方作戦におけるフィリピン攻略戦に従軍、同年12月22日にはリンガエン上空でアメリカ陸軍航空軍のP-40戦闘機を撃墜し初戦果とする。
1942年（昭和17年）4月、第50戦隊は日本に帰国し一式戦「隼」一型に機種改編。穴吹は愛機に自身の姓から1文字取り「吹雪」号と名づける。同戦隊はビルマ戦線に展開しイギリス空軍やアメリカ陸軍航空軍と交戦、以後、ビルマ・東インド・西南中国を転戦する。
同年12月、軍曹に進級。同月24日、主脚の格納を忘れた状態で空戦に突入したものの、ハリケーン戦闘機2機を撃墜している。主脚の出しっぱなしに気づいたのは空戦後に地上に映った自機の影を見てであった。
1943年（昭和18年）5月29日、チッタゴン上空でハリケーン戦闘機とスピットファイア戦闘機各1機を撃墜。愛機「吹雪」号は飛行時間が240時間と寿命を迎えたため航空廠に送られ、代わって受領した「隼」に、穴吹は自身の妻の名前（君子）から1文字取り「君風」号と名づける。
1943年10月8日には「君風」号をもってバセイン上空でP-38戦闘機2機を撃墜、さらにB-24爆撃機1機に体当たりしこれを撃墜。10日に第3航空軍司令官より個人感状を授与される。
1944年（昭和19年）2月、任明野陸軍飛行学校助教の辞令を受け日本に帰国し、生まれ故郷の香川県にある高松陸軍飛行場（戦後、高松空港）でビルマ人留学生等の操縦教育を担当する。また、ルソン島の戦い中に同地へ四式戦闘機「疾風」を空輸する任務につき、空輸中に台湾の高雄上空において「疾風」でアメリカ海軍のF6F艦上戦闘機4機の撃墜を報告。同年12月、曹長に進級。第二次世界大戦敗戦までは明野教導飛行師団教導飛行隊で五式戦闘機に搭乗し本土防空戦に参加、B-29爆撃機1機の撃墜を報告する。
戦争全般を通じての総撃墜報告数は51機ないし53機。研究家による戦後の調査では30機と推測されている。
戦後の1950年（昭和25年）には警察予備隊に入隊。保安隊を経て、陸上自衛隊東北方面ヘリコプター飛行隊長などを歴任し、1971年（昭和46年）に2等陸佐で退官した。その後、日本航空に入社し、1984年（昭和59年）に退職した。
2005年（平成17年）6月死去。享年83。

## 著作
- 『蒼空の河 穴吹軍曹「隼」空戦記録』（光人社NF文庫、1996年） ISBN 4-7698-2111-5
- 『続・蒼空の河 穴吹軍曹「隼」空戦記録〈完結篇〉』（光人社NF文庫、2000年） ISBN 4-7698-2292-8

手記
- 「対爆撃機戦闘にわが背面突進成功せり」
  - 『丸別冊 戦争と人物12 名機たちの群像 傑作機のメカニズムと名搭乗員の戦歴』（潮書房、1994年12月） p48~p53